# Pilsworth
Pilsworth var en civil parish från 1866 till 1894 då den blev en del av Heywood, Unsworth och Bury, i grevskapet Lancashire (nu Greater Manchester), i England. Denna civil parish hade 867 invånare år 1891.